# Kaysersberg Vignoble
Kaysersberg Vignoble (elsässisch Kaisersbàri Vignoble) ist eine französische Gemeinde mit 4601 Einwohnern im Département Haut-Rhin in der Region Grand Est. Der Ort gehört zum Arrondissement Colmar-Ribeauvillé und zum Kanton Sainte-Marie-aux-Mines. Zudem ist die Gemeinde Teil des 1995 gegründeten Gemeindeverbands Vallée de Kaysersberg.

## Geografie
Kaysersberg Vignoble liegt am Fluss Weiss im Regionalen Naturpark Ballons des Vosges rund 10 Kilometer nordwestlich von Colmar und etwa 60 Kilometer südwestlich von Straßburg im Norden des Départements Haut-Rhin. Die Gemeinde besteht aus den Siedlungen Kaysersberg, Kientzheim und Sigolsheim, dem Weiler Alspach und mehreren Einzelgehöften.
Nachbargemeinden sind Riquewihr im Norden und Nordosten, Mittelwihr und Bennwihr im Osten, Colmar im Südosten, Ammerschwihr im Süden, Labaroche im Südwesten, Lapoutroie und Fréland im Westen sowie Aubure im Nordwesten.

## Geschichte
Die Gemeinde entstand am 1. Januar 2016 als Commune nouvelle durch die Vereinigung der bisherigen Gemeinden Kaysersberg, Kientzheim und Sigolsheim. Das Rathaus (Hôtel de ville) der neuen Gemeinde befindet sich im Gebäude des bisherigen Rathauses von Kaysersberg.

## Bevölkerungsverteilung und -entwicklung
| Ortsteil                | ehemaliger INSEE-Code | Fläche (km²) | Höhenlage (m) | Einwohnerzahlen (Census) | Einwohnerzahlen (Census) | Einwohnerzahlen (Census) | Einwohnerzahlen (Census) | Einwohnerzahlen (Census) | Einwohnerzahlen (Census) | Einwohnerzahlen (Census) | Einwohnerzahlen (Census) | Einwohnerzahlen (Census) | Einwohnerzahlen (Census) | Einwohnerzahlen (Census) |
| Ortsteil                | ehemaliger INSEE-Code | Fläche (km²) | Höhenlage (m) | 1962                     | 1968                     | 1975                     | 1982                     | 1990                     | 1999                     | 2006 1                   | 2008 2                   | 2011 1                   | 2013 2                   | 2016 3                   |
| ----------------------- | --------------------- | ------------ | ------------- | ------------------------ | ------------------------ | ------------------------ | ------------------------ | ------------------------ | ------------------------ | ------------------------ | ------------------------ | ------------------------ | ------------------------ | ------------------------ |
| Kaysersberg             | 68162                 | 24,82        | 236–924       | 2821                     | 2979                     | 2942                     | 2707                     | 2755                     | 2676                     | 2715                     | 2726                     | 2709                     | 2701                     | 2528                     |
| Kientzheim              | 68164                 | 4,83         | 220–662       | 850                      | 896                      | 864                      | 811                      | 933                      | 827                      | 794                      | 777                      | 747                      | 738                      | 763                      |
| Sigolsheim              | 68310                 | 5,80         | 188–401       | 887                      | 900                      | 946                      | 946                      | 931                      | 986                      | 1177                     | 1199                     | 1201                     | 1195                     | 1310                     |
| Kaysersberg-Vignoble000 | 68162                 | 35,45        |               | 4558                     | 4775                     | 4752                     | 4464                     | 4619                     | 4489                     | 4686                     | 4702                     | 4657                     | 4634                     | 4601                     |

RP: Recensement de la population (Volkszählung, Census)

Die (Gesamt-)Einwohnerzahlen der Gemeinde Kaysersberg-Vignoble wurden durch Addition der einzelnen Ortsteile, d. h. der ehemaligen selbständigen Gemeinden ermittelt.